# Marienkirche (Okartowo)
Die Marienkirche in Okartowo ist ein Bauwerk aus den 1920er Jahren. Bis 1945 war sie das evangelische Gotteshaus für das ostpreußische Kirchspiel Eckersberg; seitdem ist sie die römisch-katholische Kirche der Pfarrei Okartowo in der polnischen Woiwodschaft Ermland-Masuren.

## Geographische Lage
Okartowo liegt in der östlichen Woiwodschaft Ermland-Masuren an der Landesstraße 16, 20 Kilometer nördlich der Kreisstadt Pisz (deutsch Johannisburg). Der Ort ist Bahnstation an der – allerdings nicht mehr regulär befahrenen – Bahnstrecke Czerwonka–Ełk (deutsch Rothfließ–Lyck).
Der Standort befindet sich in der Ortsmitte auf der südlichen Seite der Hauptstraße.

## Kirchengebäude

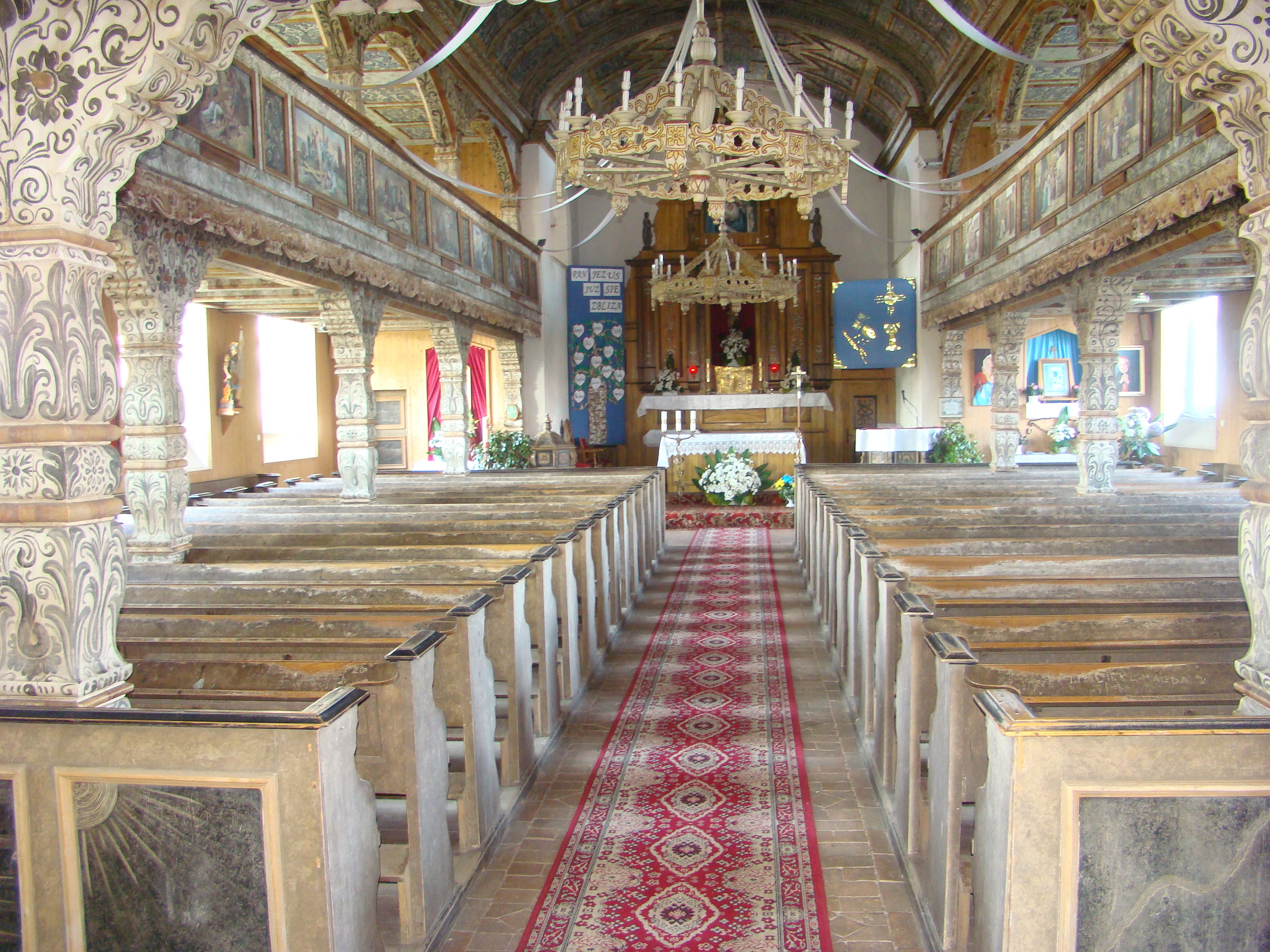
Kircheninnenansicht

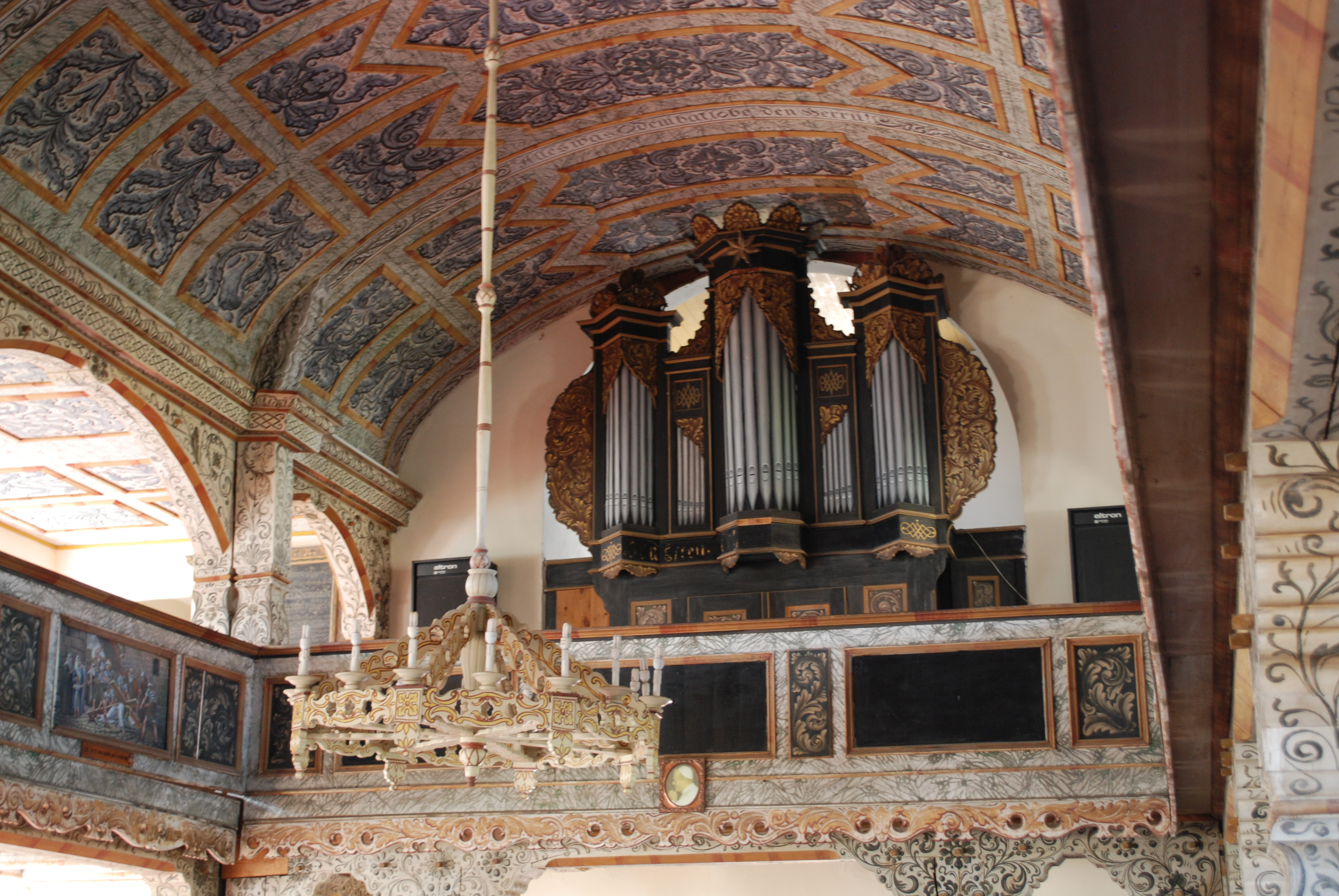
Blick zur Orgelempore

Eine wohl nach dem Apostel Bartholomäus genannte Kirche soll in Eckersberg schon in der Ordenszeit errichtet worden sein. Diese wurde 1799 durch einen Nachfolgebau ersetzt, der allerdings 1914 bei den Kampfhandlungen im Ersten Weltkrieg abgebrannt wurde. Auf dem ehemaligen Burggelände, das 1848 der Kirche überlassen wurde, entstand in den Jahren 1922 bis 1924 nach den Entwürfen des Johannisburger Regierungsbaumeisters Henry ein Neubau. Es handelte sich um den heute noch vorhandenen massiven, verputzten Ziegelbau mit eingesetztem Holzturm.
Der Innenraum ist dreischiffig angelegt, in der Mitte gewölbt und über den Seitenemporen flach gedeckt. Die Ständer und Balken sowie Holzflächen sind von dem Königsberger Künstler Günther mit Ornamenten, stilisiertem Rankenwerk, Blättern und Blüten in den masurischen Farben blau, weiß und rötlich reichhaltig ausgemalt worden. Dabei soll auch ein Tierbild verewigt worden sein: Jacob, das Transportpferd – mit dem Text Ich, Jacob, karrte den größten Teil der Steine zum Bau dieser Kirche heran.
Das Gotteshaus erhielt in seiner Entstehungszeit eine Orgel und zwei Glocken. Bis 1945 war es Pfarrkirche des evangelischen Kirchspiels Eckersberg. Heute ist es die Kirche der römisch-katholischen, seit 1984 bestehenden Pfarrei Okartowo und der Unbefleckten Empfängnis der heiligsten Jungfrau Maria (Mariä-Empfängnis-Kirche) gewidmet.

## Kirchengemeinde

### Evangelisch

#### Kirchengeschichte
Bereits in vorreformatorischer Zeit des Deutschen Ordens zwischen 1340 und 1345 wurde in Eckersberg eine Kirche gegründet. Um das Jahr 1530 wurde sie lutherisch, und es nahmen hier zwei evangelische Geistliche gleichzeitig ihren Dienst auf. Anfangs in die Inspektion Lyck (polnisch Ełk) eingegliedert, war das Kirchspiel Eckersberg dann von 1715 bis 1945 Teil des Kirchenkreises Johannisburg (polnisch Pisz) in der Kirchenprovinz Ostpreußen der Evangelischen Kirche der Altpreußischen Union. 3.815 Gemeindeglieder zählte die Pfarrei im Jahre 1925.

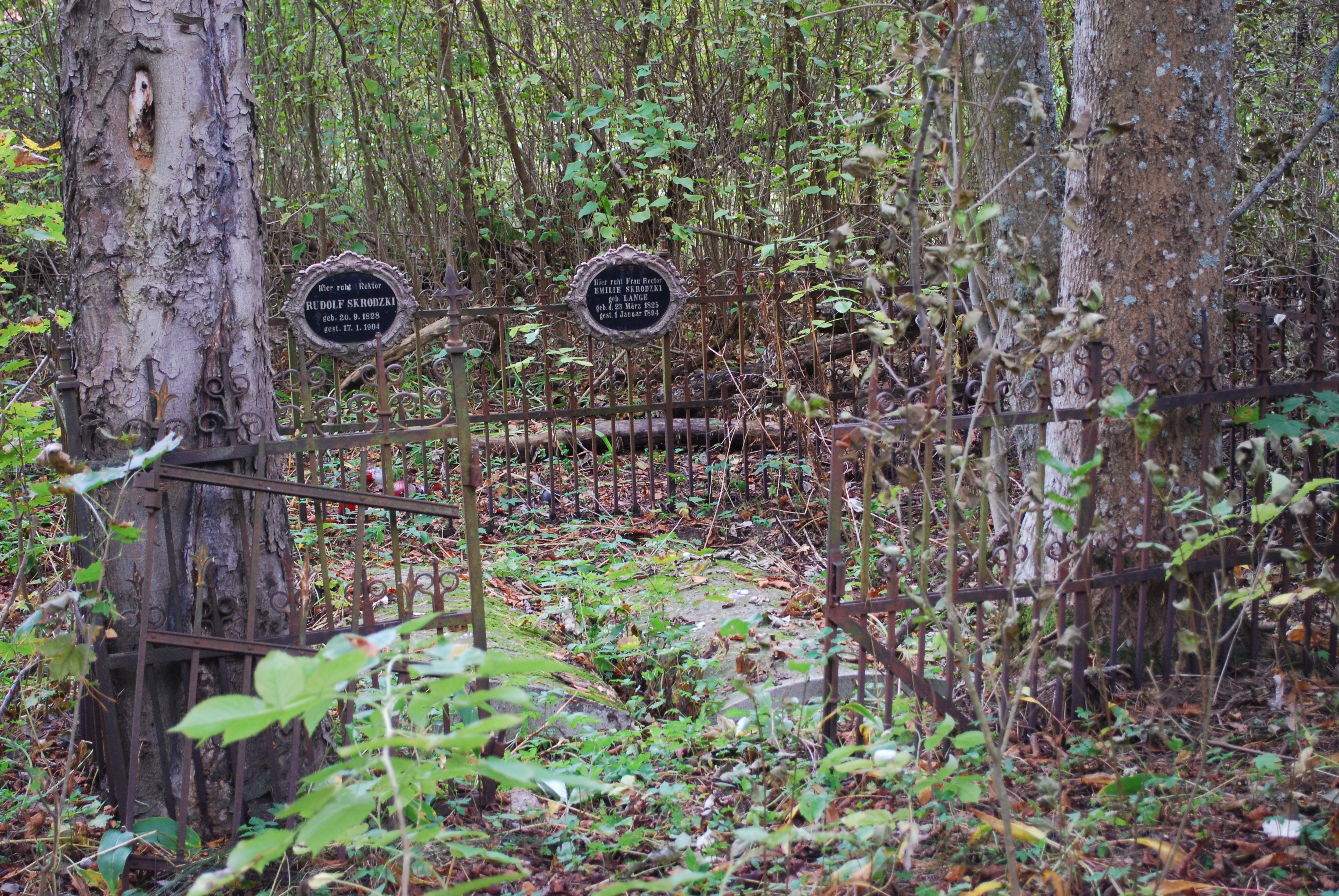
Grabstätte des Rektorenehepaares Skrodzki auf dem alten evangelischen Friedhof in Okartowo

Flucht und Vertreibung der einheimischen Bevölkerung setzten der evangelischen Kirchengemeinde nach 1945 ein Ende. Heute leben in Okartowo nur sehr wenige evangelische Kirchenglieder. Sie halten sich zur Kirche in der Kreisstadt Pisz (deutsch Johannisburg) in der Diözese Masuren der Evangelisch-Augsburgischen Kirche in Polen. 
An die Zeit vor 1945 erinnert der noch vorhandene evangelische Friedhof, der jedoch nicht mehr genutzt wird.

#### Kirchspielorte
Bis 1945 waren 16 Dörfer, Ortschaften bzw. Wohnplätze in das Kirchspiel Eckersberg eingegliedert:
| Name         | Änderungsname 1938 bis 1945 | Polnischer Name |  | Name                              | Änderungsname 1938 bis 1945 | Polnischer Name |
| ------------ | --------------------------- | --------------- |  | --------------------------------- | --------------------------- | --------------- |
| *Chmielewen  | Talau                       | Chmielewo       |  | *Sastrosnen                       | Schlangenfließ              | Zastrużne       |
| *Dombrowken  | (ab 1929) Eichendorf        | Dąbrówka        |  | Schönwiese                        |                             | Osiki           |
| Drosdowen    | Drosselwalde                | Drozdowo        |  | Sdengowen                         |                             | Zdęgówko        |
| *Eckersberg  |                             | Okartowo        |  | *Seehöhe bis 1905 Czierspienten   |                             | Cierzpięty      |
| *Gregersdorf |                             | Grzegorze       |  | Trockenhorn                       |                             | Suchy Róg       |
| *Gutten (E)  | (ab 1935) Seegutten         | Nowe Guty       |  | *Tuchlinnen                       |                             | Tuchlin         |
| Neuendorf    |                             | Nowa Wieś       |  | Wensewen                          | Wensen                      | Wężewo          |
| Pappelheim   |                             | Gaudynki        |  | *Zollerndorf bis 1904 Dziubiellen |                             | Dziubiele       |

#### Pfarrer
Bis 1945 amtierten als evangelische Geistliche an der Kirche Eckersberg die Pfarrer:
| - Friedrich Stenzel, 1541 - Friedrich Jeger, 1554/1579 - Martin Prefdisken, 1571 - Johann Gregorowitz, 1583–1625 - Jacob Lasmiecky, ab 1625 - Matthias Dannovius, 1637 - Albrecht Dannovius, 1637 - Felix Wannowius, bis 1656 - Fabian Prasmo, 1657–1676 - Johann Adam Krzywiewski, 1668 - Georg Cibrowius, 1676–1689 - Andreas Garönicke, 1690–1691 - Christoph Pawlicki, 1690–1719 - Johann Orlowius, 1691–1710 - Johann Danowius, 1710–1745 - Johann Lazniczki, 1720–1732 - Christian Wannowius, 1733–1758 - Johann Friedrich Göhrke, 1739–1743 - Wilhelm Swonckowski, 1744–1745 - Johann Klinger, 1758–1765 | - Christian Wannowius, 1758–1785 - Paul Friedrich Kusbiel, 1765–1810 - Christian Wannowius, 1785–1790 - Michael Piontkowsky, 1791–1799 - Samuel Appelbaum, 1810–1829 - Johann Skierlo, 1830–1839 - August Ferdinand Kob, 1839–1845 - Johann Christ. Ferdinand Haeber, 1846–1849 - Carl August Rhein, 1850–1881 - Ernst Theodor Teschner, 1883–1890 - Agathon Harnoch, 1890–1896 - Johann Fr. G. Koschorreck, 1896–1907 - Friedrich Karl Mitzka, 1908–1910 - Ernst August Heinrich Sack, 1910–1917 - Erich Riedel, 1920–1924 - Hermann Ippig, 1924–1931 - Herbert Schott, 1933–1939 - Johannes Kypke, 1940–1941 - Werner Elert, 1942–1945 |

#### Kirchenbücher
Von den Kirchenbüchern des Kirchspiels Eckersberg haben sich erhalten und werden im Evangelischen Zentralarchiv in Berlin-Kreuzberg aufbewahrt:
- Konfirmationen: 1914, 1917 bis 1944.

### Römisch-katholisch
Im Raum Eckersberg lebten vor 1945 nur wenige Katholiken; sie waren nach Johannisburg im Dekanat Masuren II im Bistum Ermland eingepfarrt. Ihre Zahl stieg jedoch nach 1945 stark an, als polnische Bürger sich hier neu ansiedelten. Sie waren zumeist katholischer Konfession und übernahmen das bisher evangelische Gotteshaus als ihre Kirche. Am 5. November 1984 wurde hier eine Pfarrei eingerichtet, zu der heute die Filialkirche in Cierzpięty (deutsch Czierspienten, 1905–1945 Seehöhe) gehört. Sie gehört zum Dekanat Biała Piska im Bistum Ełk der Römisch-katholischen Kirche in Polen.